# Oxymitra cristata
Oxymitra cristata là một loài rêu trong họ Oxymitraceae. Loài này được Garside mô tả khoa học đầu tiên.
Danh pháp khoa học của loài này chưa được làm sáng tỏ. 